# 车府增十一

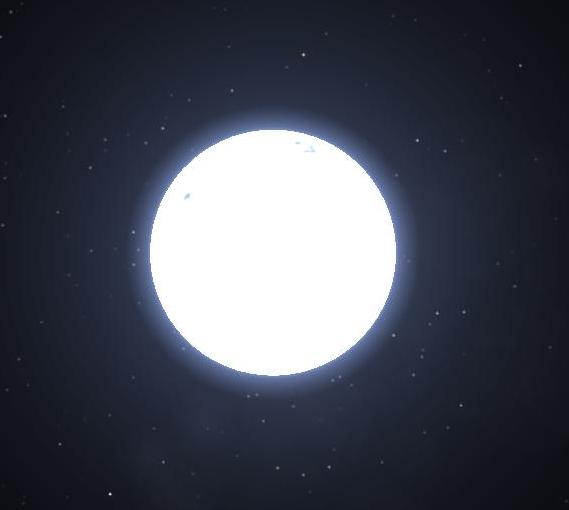
Celestia中的蝎虎座10

蝎虎座10（10 Lac），中國傳統名稱车府增十一，是蝎虎座的一颗恒星，视星等为4.88，位于銀經96.65，銀緯-16.98。蝎虎座10距離地球約700秒差距（2,300光年），是蝎虎座OB1（Lacerta OB1）星協的成員。蝎虎座10是高溫且大質量的O型主序星，光譜型O9V。它可能是仙王座β型變星。

## 概要
蝎虎座10是第一批被確認的O型恆星之一（與四渎增一），並且自20世紀初開始一直被視為摩根-肯那光譜分類法的分類定位點之一。具體來說，它是光譜O9V恆星的代表，是主序帶上表面溫度相對較低的O型恆星。
蝎虎座10有一個視星等8的伴星，在天球上距離約1角分。